# صيفنا الحبيب
صيفنا الحبيب (بالكورية: 그 해 우리는)؛ هو مسلسل تلفزيوني رومانسي كوميدي كوري جنوبي، يصنف بأنه «أول مشروع أصلي لي إستوديو إن». من بطولة تشوي وو شيك وكيم دامي،  عرض على SBS TV من 6 ديسمبر 2021 إلى 25 يناير 2022، بث كل يوم الإثنين والثلاثاء الساعة 22:00 بتوقيت (KST). وهو متاحًا أيضًا على نتفليكس.

## القصة
انفصل الثنائي تشوي وونغ (تشوي وو شيك) ويون سو (كيم دامي) قبل 10 سنوات، لكن يصبح الفيلم الوثائقي الذي صوروه خلال أيام دراستهما الثانوية شائعًا، بسببه عليهما الوقوف أمام الكاميرا مجددا، على رغم انهم لايريدون ذلك.

## طاقم

### الشخصيات الرئيسية
- تشوي وو شيك في دور تشوي وونغ.

رسام تشكيلي حر مفعم بالحيوية.
- كيم دامي في دور كوك ايون سوو.

خبيرة علاقات عامة وواقعية.
- كيم سونغ تشيول في دور كيم جي وونغ

مخرج وثائقي، وهو كان المسؤول عن إنتاج الفيلم الوثائقي لي تشوي وونغ وايون سو.
- روه جيونغ هوي في دور إن جي إي.[8]

أيدول مشهورة تحتفظ بالمركز الأول منذ ظهورها.

## المشاهدات
| الموسم | الموسم | رقم الحلقة | رقم الحلقة | رقم الحلقة | رقم الحلقة | رقم الحلقة | رقم الحلقة | رقم الحلقة | رقم الحلقة | رقم الحلقة | رقم الحلقة | رقم الحلقة | رقم الحلقة | رقم الحلقة | رقم الحلقة | رقم الحلقة | رقم الحلقة | المتوسط |
| الموسم | الموسم | 1          | 2          | 3          | 4          | 5          | 6          | 7          | 8          | 9          | 10         | 11         | 12         | 13         | 14         | 15         | 16         | المتوسط |
| ------ | ------ | ---------- | ---------- | ---------- | ---------- | ---------- | ---------- | ---------- | ---------- | ---------- | ---------- | ---------- | ---------- | ---------- | ---------- | ---------- | ---------- | ------- |
|        | 1      | غ/م        | غ/م        | غ/م        | 680        | 759        | 920        | 856        | 1056       | 813        | 941        | 925        | 1181       | 904        | 931        | 901        | 1085       | 919     |

| رقم    | تاريخ البث     | متوسط حصة الجمهور | متوسط حصة الجمهور |
| رقم    | تاريخ البث     | AGB Nielsen       | AGB Nielsen       |
| رقم    | تاريخ البث     | على الصعيد الوطني | سيئول             |
| ------ | -------------- | ----------------- | ----------------- |
| 1      | 6 ديسمبر 2021  | 3.2%              | 3.4%              |
| 2      | 7 ديسمبر 2021  | 2.6%              | غ/م               |
| 3      | 13 ديسمبر 2021 | 3.1%              | 3.8%              |
| 4      | 14 ديسمبر 2021 | 3.3%              | 3.6%              |
| 5      | 20 ديسمبر 2021 | 3.7%              | 4.3%              |
| 6      | 21 ديسمبر 2021 | 4.0%              | 4.4%              |
| 7      | 27 ديسمبر 2021 | 3.7%              | 4.0%              |
| 8      | 28 ديسمبر 2021 | 4.3%              | 4.6%              |
| 9      | 3 يناير 2022   | 3.6%              | 3.8%              |
| 10     | 4 يناير 2022   | 4.3%              | 4.2%              |
| 11     | 10 يناير 2022  | 4.2%              | 4.6%              |
| 12     | 11 يناير 2022  | 5.2%              | 5.5%              |
| 13     | 17 يناير 2022  | 4.0%              | 4.9%              |
| 14     | 18 يناير 2022  | 4.1%              | 4.64              |
| 15     | 24 يناير 2022  | 4.2%              | 4.9%              |
| 16     | 25 يناير 2022  | 5.3%              | 5.9%              |
| المعدل | المعدل         | 3.9%              | 4.1%              |

## الإنتاج

### صناعة
- مبتكر العمل : إستوديو إن.
- المساهم : استوديو إس (SBS).
- تخطيط الإنتاج : هان هاي وون (إستوديو إن).
- فريق العمل : إستوديو إن & شركة سوبر مون بيكتشرز.
- إخراج وكتابة : كيم يون جين & كيم نا ايون.
- موسيقي : تتولى إدارة الموسيقى للمسلسل نام هاي سيونغ، وهي نفسها التي تولت إدارة مسلسل «انعكاسك» والتي تركت انطباعًا عميقًا لدى المشاهدين من خلال إنشاء مسارات موسيقية فاخرة تتناسب تمامًا مع مفهوم الدراما، بإحساسها الفريد المتطور وفنها المتميز.[12][13]

تم إنشاء المشروع بواسطة إستوديو إن، وهي أول دراما أصلية لهم، سيتم إنتاج المسلسل بتعاون مع شركة سوبر مون بيكتشرز، بتنسيق مع المقر الرئيسي للإنتاج والتخطيط الدرامي التابع لإس بي إس المعروف بـ «إستوديو إس».

### طاقم
في مارس 2021، أعلن تأكيد انضمام كل من تشوي وو شيك وكيم دا مي في المسلسل التلفزيوني، يجمع المسلسل بهم بعد ثلاث سنوات، آخر مرة ظهروا فيه في معا بفيلم الغموض "الساحرة: الجزء الأول: التدمير" لعام 2018. تم تأكيد اختيار الطاقم الشبابي في 8 يوليو.

### التصوير
بدأ تصوير المسلسل في أوائل يوليو 2021.

## طبعة أخرى
سيتم أيضًا إنتاج ويب تون من «صيفنا الحبيب»، الويب تون هو عبارة عن مقدمة عن أيام المدرسة الثانوية للشخصيتين الرئيسيتين في المسلسل التلفزيوني (تشوي وانغ وايون سوو)، ومن المقرر أن يتم إصداره على «نايفر ويبتوون» هذا العام. هي ناشر ومنصة على الويب أطلقته شركة نافير في كوريا الجنوبية في عام 2004.

## روابط خارجية
- صيفنا الحبيب على موقع IMDb (الإنجليزية)
- صيفنا الحبيب على موقع روتن توميتوز (الإنجليزية)
- صيفنا الحبيب على موقع نتفليكس (الإنجليزية)
- صيفنا الحبيب على موقع كينوبويسك (الروسية)
- صيفنا الحبيب على موقع قاعدة بيانات الفيلم (الإنجليزية)
- صيفنا الحبيب على هانسينما